# オオフルマカモメ
オオフルマカモメ（大管鼻鷗、大管鼻鸌、学名：Macronectes giganteus　英名：Southern Giant Petrel）は、ミズナギドリ目ミズナギドリ科フルマカモメ属に分類される鳥類である。カモメという名称を持つが、カモメの仲間ではない。また、ミナミオオフルマカモメとも呼ばれる。

## 分布
南極大陸、亜南極、南米に分布する。渡り鳥である。

## 形態
体長は86-99センチメートル。翼開長は2メートル。体重は3.8-5.0キログラム。
管鼻が発達しており、海洋を放浪する近縁種の代表格である。
頭部と頸が青白く、頸より下は暗褐色であり、胸側には黄褐色の斑模様がある。この個体はキタオオフルマカモメと混合されやすい。全体の15%の割合で全身が白色で黒い羽毛が点在している個体が生じる。

## 生態
この種には限らないが、ミズナギドリ科の特徴として危険を感じると悪臭を放つ油を吐き出し反撃する習性を持つ。

### 食性
コウテイペンギンやオウサマペンギン、キタイワトビペンギンの雛などの自分より小さい海鳥を攻撃し捕食する。また、腐食性で海岸に打ち上げられたクジラやアザラシ、ペンギン類、ミズナギドリの死骸を食べる。南大西洋のゴフ島では、抱卵中のキバナアホウドリを襲い、成鳥を捕殺するほか、雛を攫う行動も知られている。

### 繁殖
南極半島や大西洋や亜南極の島々、南インド洋にコロニーを形成して営巣する。巣は隆起海岸の砂礫域に石を積んだものを作る。古い巣は毎年捨て、新しい巣を作り直している。約55〜66日妊娠をする。毎年1つの卵を産む。卵は約2ヶ月で孵る。3〜4ヶ月間死肉を食べた親鳥が吐き戻し、雛に餌を与える。

## 人間との関係
人間に対して敏感であり、近寄られると巣を放棄する。延縄漁業でよく混獲されている。

## 画像

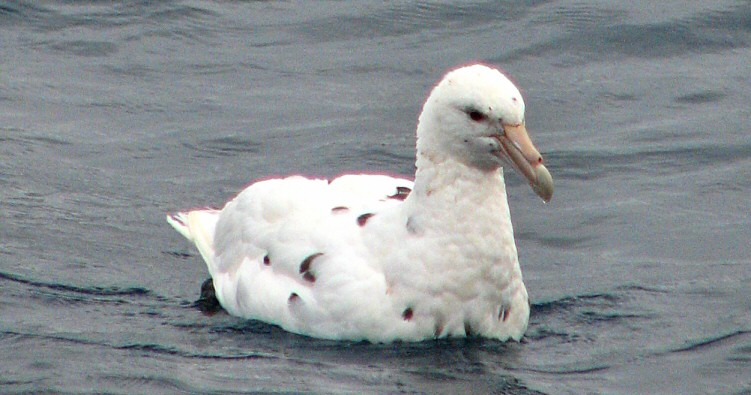
白色の個体